# 铜白铁路
铜白铁路，也称蒲白铁路、铜蒲铁路、铜蒲东环线，是中国陕西省境内的一条铁路。西起咸铜铁路尽头铜川站，东至西延铁路749.830m处的蒲城站，是铜川煤田与蒲白煤田的运煤专线。线路长103km，其中东部的57.595km的产权与运营为蒲白矿务局铁路运输公司。

## 历史
1975年西延铁路通车至蒲城后，动工兴建蒲城站至罕井（蒲白矿务局机关驻地）的运煤铁路。1980年通车，正线长23km，线路全长30.4km。设蒲城北站、石滩站、罕井站。国铁三级线路。运能250万吨。服务于蒲白矿务局的罕井矿、南桥矿、马村矿。
1983年3月，铁道兵第10师（1984年起为中铁建第二十工程局）修建罕东铁路（罕井站至铜川矿务局东坡煤矿站），全长34.778公里，白水县境内29公里。设朱家河站、杜康沟站、白水站。白水河一号大桥当时是国内较高的空心墩铁路大桥。杜康沟高填方工程高65米，长210米，下宽210米，顶面宽12.48米。1988年罕东铁路建成后无人接收。1992年7月25日白水煤矿煤专线通车。1999年11月11日朱家河煤矿投产，产能120万吨，蒲白铁路通车至朱家河站。朱家河站至东坡煤矿的9.5km铁路建成后一直无主荒废。东坡煤矿至铜川站的铁路属于铜川矿务局铁运公司所有。

## 专用线
共4条，总长14.438km：
- 罕井站出岔的北白堤村的马村矿专用线3.745km
- 从26.46784km处出岔的南桥矿专用线长2.622km
- 从35.58264km处出岔的南井头矿专用线长2.884km
- 从35.66274km处出岔的白水矿专用线长5.187km